# Michel Constantin
Michel Constantin (născut Constantin Hokloff; n. 13 iulie 1924, Paris, Île-de-France, Franța – d. 28 august 2003, Draguignan, Provence-Alpes-Côte d'Azur, Franța) a fost un actor francez de film.

## Filmografie selectivă
- 1963 Comisarul Maigret se înfurie (Maigret voit rouge), regia Gilles Grangier
- 1966 Ultima suflare (Le Deuxième souffle), regia Jean-Pierre Melville
- 1969 Steaua sudului (L'Étoile du sud), regia Sidney Hayers
- 1969 Străinii (Les Étrangers), regia ((Jean-Pierre Desagnat))
- 1969 Ultimul domiciliu cunoscut (Dernier domicile connu), José Giovanni
- 1969 Camionul de cursă lungă (Il bestione), regia Sergio Corbucci
- 1972 A fost odată un polițist (Il était une fois un flic), regia Georges Lautner
- 1978 Acel blestemat tren blindat (Quel maledetto treno blindato), regia Enzo G. Castellari